# Memorial Box
Albums de Yukiko Okada
Okurimono II
(5 décembre 1985) All Songs Request
(15 mai 2002)
Albums par Yukiko Okada
Venus Tanjō
(21 mars 1986)
Memorial BOX (メモリアルBOX) est un coffret de Yukiko Okada sorti à titre posthume en mars 1999.

## Détails
Le coffret sort le 19 mars 1999 sur le label Pony Canyon, treize ans après le décès de Yukiko Okada. Aucun disque n'avait été publié jusqu'à la sortie de ce coffret regroupant les deux premières compilations (Okurimono de 1984 et Okurimono II de 1985) et dernier album studio de la chanteuse (Venus Tanjō de 1986).
À l'issue de ces disques, sont notamment regroupés tous les singles (éventuellement leurs chansons faces B) sortis du vivant d'Okada ; figure aussi dans ce coffret qu'un exemplaire du single Hana no Image dont la sortie pour mai 1986 avait été annulée en raison du décès d'Okada survenu un mois auparavant. Ce single est publié pour la première fois sous cette forme en tant que dernier disque du coffret. Peu après la sortie de ce coffret, plusieurs compilations sortiront successivement, certaines pouvant contenir un exemplaire du dernier single Hana no Image.

## Listes des titres
| CD1 Okurimono | CD1 Okurimono                                                         | CD1 Okurimono    | CD1 Okurimono    | CD1 Okurimono        | CD1 Okurimono | CD1 Okurimono | CD1 Okurimono | CD1 Okurimono | CD1 Okurimono |
| No            | Titre                                                                 | Musique          | Auteur           | Origine              | Durée         |               |               |               |               |
| ------------- | --------------------------------------------------------------------- | ---------------- | ---------------- | -------------------- | ------------- | ------------- | ------------- | ------------- | ------------- |
| 1.            | First Date (ファースト・デイト)                                       | Hagita Mitsuo    | Mariya Takeuchi  | 1re single           | 2:52          |               |               |               |               |
| 2.            | Soyo Kaze wa Peppermint (そよ風はペパーミント)                        | Omura Masaaki    | Shun Taguchi     | face B du 1re single | 3:20          |               |               |               |               |
| 3.            | Little Princess (リトル プリンセス)                                   | Omura Masaaki    | Mariya Takeuchi  | 2e single            | 3:07          |               |               |               |               |
| 4.            | -Dreaming Girl- Koi, Hajimemashite (-Dreaming Girl- 恋、はじめまして) | Hagita Mitsuo    | Mariya Takeuchi  | 3e single            | 3:35          |               |               |               |               |
| 5.            | Kimagure Teenage Love (気まぐれ Teenage Love)                         | Hagita Mitsuo    | Mariya Takeuchi  | face B du 3e single  | 3:46          |               |               |               |               |
| 6.            | Koi no Doubles (恋のダブルス)                                         | Hagita Mitsuo    | Kanchinfa        | face B du 2e single  | 2:59          |               |               |               |               |
| 7.            | Believe In You                                                        | Tatsushi Umegaki | Kimiko Yoshizawa | nouvelle chanson     | 4:26          |               |               |               |               |
| 22:45         |                                                                       |                  |                  |                      |               |               |               |               |               |

| CD2 Okurimono II | CD2 Okurimono II                                 | CD2 Okurimono II   | CD2 Okurimono II   | CD2 Okurimono II    | CD2 Okurimono II | CD2 Okurimono II | CD2 Okurimono II | CD2 Okurimono II | CD2 Okurimono II |
| No               | Titre                                            | Musique            | Auteur             | Origine             | Durée            |                  |                  |                  |                  |
| ---------------- | ------------------------------------------------ | ------------------ | ------------------ | ------------------- | ---------------- | ---------------- | ---------------- | ---------------- | ---------------- |
| 1.               | Futari Dake no Ceremony (二人だけのセレモニー)   | Ami Ozaki          | Jun Natsume        | 4e single           | 3:36             |                  |                  |                  |                  |
| 2.               | Summer Beach                                     | Ami Ozaki          | Ami Ozaki          | 5e single           | 4:20             |                  |                  |                  |                  |
| 3.               | Kanashii Yokan (哀しい予感)                      | Mariya Takeuchi    | Mariya Takeuchi    | 6e single           | 3:39             |                  |                  |                  |                  |
| 4.               | Love Fair                                        | Tetsurō Kashibuchi | Tetsurō Kashibuchi | 7e single           | 3:36             |                  |                  |                  |                  |
| 5.               | PRIVATE RED                                      | Mayumi Horikawa    | Kumiko Yoshizawa   | face B du 4e single | 3:14             |                  |                  |                  |                  |
| 6.               | Hoshi to Yoru to Koibitotachi (星と夜と恋人たち) | Etsuko Yamakawa    | Masao Urino        | face B du 5e single | 4:44             |                  |                  |                  |                  |
| 7.               | Koibitotachi no Calendar (恋人たちのカレンダー)  | Mariya Takeuchi    | Mariya Takeuchi    | face B du 6e single | 3:37             |                  |                  |                  |                  |
| 8.               | Futari no Blue Train (二人のブルー・トレイン)    | Satoru Sugishin    | Mariya Takeuchi    | face B du 7e single | 3:16             |                  |                  |                  |                  |
| 9.               | Shō Hitsuji NOTE (小羊NOTE)                      | Etsuko Yamakawa    | Kanchinfa          | nouvelle chanson    | 3:44             |                  |                  |                  |                  |
| 32:26            |                                                  |                    |                    |                     |                  |                  |                  |                  |                  |

| CD3 Venus Tanjō | CD3 Venus Tanjō                                | CD3 Venus Tanjō    | CD3 Venus Tanjō    | CD3 Venus Tanjō | CD3 Venus Tanjō | CD3 Venus Tanjō | CD3 Venus Tanjō | CD3 Venus Tanjō | CD3 Venus Tanjō |
| No              | Titre                                          | Musique            | Auteur             | Origine         | Durée           |                 |                 |                 |                 |
| --------------- | ---------------------------------------------- | ------------------ | ------------------ | --------------- | --------------- | --------------- | --------------- | --------------- | --------------- |
| 1.              | WONDER TRIP LOVER                              | Ryuichi Sakamoto   | EPO                |                 | 5:09            |                 |                 |                 |                 |
| 2.              | Ai... illusion (愛... illusion)                | Hisawa Hiroshimoto | Seiko Matsuda      |                 | 3:25            |                 |                 |                 |                 |
| 3.              | Venus Tanjō (ヴィーナス誕生)                   | Shinji Kinoshita   | Yuka Maekawa       |                 | 4:41            |                 |                 |                 |                 |
| 4.              | Spring Accident                                | Takeo Ōnuki        | EPO                |                 | 4:15            |                 |                 |                 |                 |
| 5.              | Ginga no Vacances (銀河のバカンス)             | Kazumasa Mitsui    | Osamu Takahashi    |                 | 4:34            |                 |                 |                 |                 |
| 6.              | Jupiter (ジュピター)                           | Tetsurō Kashibuchi | Tetsurō Kashibuchi |                 | 4:11            |                 |                 |                 |                 |
| 7.              | Kuchibiru Network (くちびるNetwork)            | Ryuichi Sakamoto   | Seiko Matsuda      | 8e single       | 3:52            |                 |                 |                 |                 |
| 8.              | Nemurenu Yoru no AQUARIUS (眠れぬ夜のAQUARIUS) | Ryuichi Sakamoto   | Keiko Asō          |                 | 4:55            |                 |                 |                 |                 |
| 9.              | Suishō no Ie (水晶の家)                        | Tetsurō Kashibuchi | Osamu Takahashi    |                 | 4:10            |                 |                 |                 |                 |
| 10.             | Ai no Colony (愛のコロニー)                    | Tetsurō Kashibuchi | Tetsurō Kashibuchi |                 | 3:43            |                 |                 |                 |                 |
| 42:55           |                                                |                    |                    |                 |                 |                 |                 |                 |                 |

| CD4 Hana no Image | CD4 Hana no Image                        | CD4 Hana no Image  | CD4 Hana no Image  | CD4 Hana no Image | CD4 Hana no Image | CD4 Hana no Image | CD4 Hana no Image | CD4 Hana no Image | CD4 Hana no Image |
| No                | Titre                                    | Musique            | Auteur             | Origine           | Durée             |                   |                   |                   |                   |
| ----------------- | ---------------------------------------- | ------------------ | ------------------ | ----------------- | ----------------- | ----------------- | ----------------- | ----------------- | ----------------- |
| 1.                | Hana no Image (花のイマージュ)           | Tetsurō Kashibuchi | Tetsurō Kashibuchi | single            | 4:08              |                   |                   |                   |                   |
| 2.                | Himitsu no Symphony (秘密のシンフォニー) | Takeo Ōnuki        | Keiko Asō          | face B            | 4:16              |                   |                   |                   |                   |
| 8:24              |                                          |                    |                    |                   |                   |                   |                   |                   |                   |